# Amphibious Fighters
Pour plus de détails, voir Fiche technique et Distribution.
Amphibious Fighters est un court métrage américain réalisé par Jack Eaton et sorti en 1943.
Le film a remporté l'Oscar du meilleur court-métrage en prises de vues réelles en une bobine à la 16e cérémonie des Oscars en 1944.

## Distribution
- Ted Husing : lui-même / narrateur